# Дуган, Раймонд Смит
Раймонд Смит Дуган (англ. Raymond Smith Dugan; 30 мая 1878, Монтагью, Массачусетс — 31 августа 1940, Брин-Мар, Пенсильвания) — американский астроном.

## Биография и карьера
Родился в Массачусетсе, учился в Амхерстском колледже с 1899 по 1902 годы, в 1905 году защитил докторскую диссертацию в Гейдельбергском университете.
Под руководством Макса Вольфа открыл 16 астероидов. Работал в Принстонском университете преподавателем (1905—1908), ассистентом (1908—1920) и профессором (с 1920). Был женат на Аннет Румфорд (Annete Rumford).
Он был одним из авторов двухтомного учебника по астрономии, который считался стандартным около 20 лет. Первый том — про Солнечную систему, а второй — про звездную астрономию и астрофизику.
| Открытые астероиды: 16 | Открытые астероиды: 16 |
| ---------------------- | ---------------------- |
| (497) Ива              | 4 ноября 1902          |
| (503) Эвелин           | 19 января 1903         |
| (506) Марион           | 17 февраля 1903        |
| (507) Лаодика          | 19 февраля 1903        |
| (508) Принстония       | 20 апреля 1903         |
| (510) Мабелла          | 20 мая 1903            |
| (511) Давида           | 30 мая 1903            |
| (516) Амхерстия        | 20 сентября 1903       |
| (517) Эдит             | 22 сентября 1903       |
| (518) Халва            | 20 октября 1903        |
| (519) Сильвания        | 20 октября 1903        |
| (521) Бриксия          | 10 января 1904         |
| (523) Ада              | 27 января 1904         |
| (533) Сара             | 19 апреля 1904         |
| (534) Нассовия         | 19 апреля 1904         |
| (535) Монтегю          | 7 мая 1904             |

## Память
В его честь был назван астероид (2772) Дуган и кратер Дэган на Луне.
- Астероид (497) Ива, открытый Дуганом в 1902 году назван в честь его дочери.
- Астероид (503) Эвелин, открытый Дуганом в 1903 году был назван в честь его матери.
- Астероид (506) Марион, открытый Дуганом в 1903 году был назван в честь его двоюродного брата.
- Астероид (517) Эдит, открытый Дуганом в 1903 году назван в честь его сестры.
- Астероид (518) Халва, открытый Дуганом в 1903 году назван в честь одноимённого кондитерского изделия, очень любимого открывателем астероида
- Астероид (519) Сильвания, открытый Дуганом в 1903 году назван в честь лесов, по которым в детстве любил гулять этот астроном.
- Астероид (523) Ада, открытый Дуганом в 1904 году назван в честь школьной подруги первооткрывателя Ada Helme.
- Астероид (533) Сара, открытый Дуганом в 1904 году назван в честь его другой  подруги Сары Мудшайн